# Olympique Lyon (ženy)

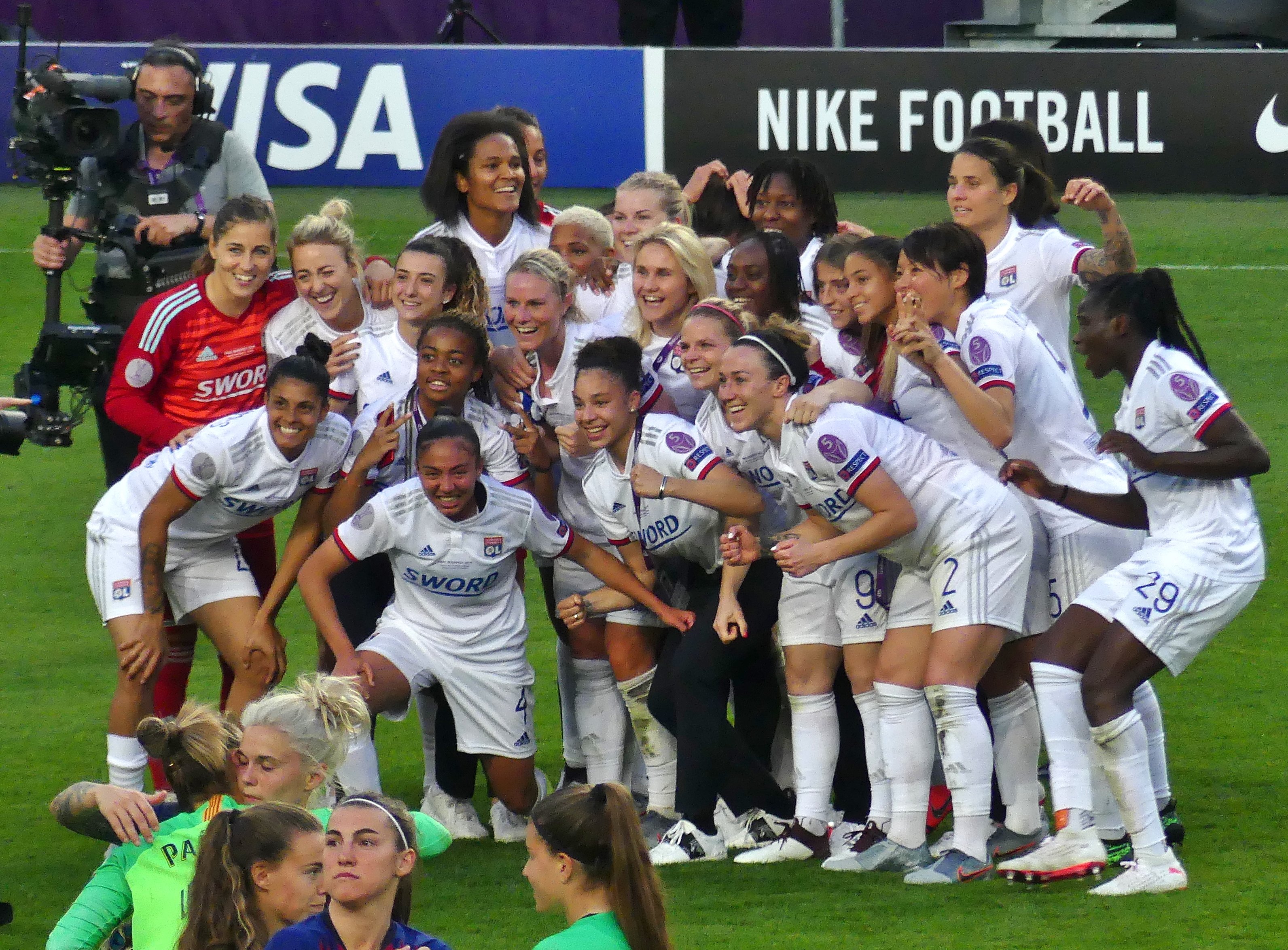
Ženy Olympique Lyon slaví vítězství v Lize mistrů v roce 2019

Ženská sekce Olympique Lyon je francouzský ženský fotbalový klub pocházející z Lyonu. Ženská sekce byla založena v roce 2004 převzetím ženského týmu z FC Lyon, pod jehož hlavičkou hrály ženy již od roku 1970 a v 90. letech čtyřikrát ovládly francouzskou ženskou ligu. Olympique Lyon je nejúspěšnějším týmem ve francouzské lize, kterou od roku 2007 čtrnáctkrát v řadě ovládl. Klub je i nejúspěšnějším celkem ženské ligy mistrů, kterou v roce 2022 vyhrál a celkově se jednalo už o osmé vítězství v soutěži. Klub je považovaný za nejlepší v historii ženského fotbalu.

## Trofeje
- Francouzská fotbalová liga žen (15): 2006/07, 2007/08, 2008/09, 2009/10, 2010/11, 2011/12, 2012/13, 2013/14, 2014/15, 2015/16, 2016/17, 2017/18, 2018/19, 2019/20, 2021/22
- Francouzský pohár (9): 2007/08, 2011/12, 2012/13, 2013/14, 2014/15, 2015/16, 2016/17, 2018/19, 2019/20
- Francouzský superpohár (2): 2019, 2022
- Liga mistrů žen UEFA (8): 2010/11, 2011/12, 2015/16, 2016/17, 2017/18, 2018/19, 2019/20, 2021/22